# ویرتاون (نیوجرسی)
ویرتاون (به انگلیسی: Waretown) یک منطقهٔ مسکونی در ایالات متحده آمریکا است که در Ocean Township واقع شده‌است. ویرتاون ۲٫۳۹۵ کیلومتر مربع مساحت و ۱٬۵۶۹ نفر جمعیت دارد و ۳ متر بالاتر از سطح دریا واقع شده‌است.